# Décès en 1293
Décès
- 1289
- 1290
- 1291
- 1292
- 1293
- 1294
- 1295
- 1296
- 1297

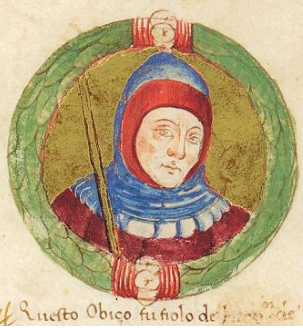
Obizzo II d'Este, mort en 1293.

Cette page dresse une liste de personnalités mortes au cours de l'année 1293 :
- 8 janvier : Ichijō Ietsune, noble de cour japonais (kugyō) de l'époque de Kamakura, régent sesshō.
- 29 janvier : Guillaume de Grez, évêque d'Auxerre.
- 2 mai : Meïr de Rothenburg, surnommé le Maharam (Morenou HaRav Meïr) de Rothenburg. Il est considéré comme le plus grand talmudiste de son époque.
- 29 juin[1] ou le 8 septembre[2] : Henri de Gand, philosophe scolastique, connu comme le Doctor Solennis.
- 13 juillet : Jean Le Faë, bénédictin français, vingt-cinquième abbé du Mont Saint-Michel.
- 24 juillet : Kinga de Pologne, duchesse de Cracovie ayant fini sa vie dans un couvent de Clarisses en Pologne.
- 2 août : Jean Cholet, cardinal français.
- 21 août : Pierre d'Abernon, poète anglo-normand.
- 7 octobre : Pinamonte Bonacossi, homme politique italien, premier membre de la puissante famille des Bonacossi à diriger la ville de Mantoue.
- 22 novembre : Iyasus Moa, fondateur du monastère Saint-Étienne (Estefanos) dans une île (aujourd'hui presqu'île) du lac Hayq (près d'Amba Sel, dans la province de Wello).

- Al-Ashraf Salah ad-Dîn Khalil ben Qala'ûn, sultan mamelouk bahrite d'Égypte.
- Ibn Abd el-Zaher, chroniqueur égyptien, secrétaire de chancellerie des sultans Baybars et Qala'ûn, auteur d’une Vie de Baybars.
- Franciscus Accursius, jurisconsulte italien.
- Étienne IV Klaietsi, Catholicos de l'Église apostolique arménienne.
- Pere d'Urtx, évêque d'Urgell et premier coprince d'Andorre à la signature du second paréage établissant une cosuzeraineté entre l'Évêché d'Urgell et le Comté de Foix.
- David VI de Géorgie, roi de Géorgie de la dynastie des Bagration.
- Baudouin IV de Guînes, châtelain de Bourbourg, seigneur d'Ardre, d'Audruicq, de Brédenarde.
- Gérard IV de Jauche, seigneur de Seigneur de Jauche, de Baudour et de Sedan.
- Narjot de Toucy, seigneur de Terza, capitaine-général de Durazzo, amiral du royaume de Sicile et comte consort de Tripoli.
- Obizzo II d'Este, marquis de Ferrare.
- Hu Zhiyu, un poète chinois

## Crédit d'auteurs
- Cet article est partiellement ou en totalité issu de l'article intitulé « 1293 » (voir la liste des auteurs).